# Art & Antiques Fair 's-Hertogenbosch
Art & Antiques Fair ’s-Hertogenbosch is een jaarlijks kunstevenement gehouden april in de Brabanthallen 's-Hertogenbosch.
Het evenement vindt plaats sinds 1967. Het eerste werd gehouden op kasteel Bouvigne in Breda. Daarna werd het de kunst en antiekbeurs Breda genoemd en werd het lange tijd gehouden in het voormalige Turfschip in Breda. Later verhuisde de beurs naar een grotere locatie, de Brabanthallen in 's-Hertogenbosch en veranderde de naam.
Het is een gerenommeerde beurs voor antiek en kunst. Er doen vele galerieën en kunst- en antiekhandelaren mee en er zijn circa 25.000 bezoekers uit diverse landen.